# Martha My Dear
«Martha My Dear» (de l'anglès, "Marta Estimada") és una cançó del grup britànic de rock The Beatles que apareix al seu àlbum doble The Beatles, del 1968, conegut popularment com a The White Album. Encara que està acreditada a Lennon/McCartney, va ser composta per Paul McCartney, i és l'únic dels Beatles que va participar en la seva interpretació.

## Origen
Tot i que «Martha My Dear» sona com una cançó tradicional d'amor, de fet McCartney, per escriure-la, es va inspirar en la seva gossa bobtail Martha. Ell va explicar: 
Mentre que tothom pensa que és una cançó sobre una noia anomenada Martha, és realment sobre la meva gossa, i la nostra relació és platònica, creguin-me.
No obstant això, hi ha qui creu que Paul va compondre aquest tema per a Jane Asher, la seva ex enamorada.

## Composició
La cançó conté una línia de piano que es repeteix durant tot el tema, a més d'instruments de vent-metall, típics dels temes de The Beatles d'aquella època.
«Martha My Dear» modula suaument a través de diverses escales musicals. La cançó està composta en Mi bemoll major, adornada amb algunes dissonàncies pròpies del jazz. El vers és una rèplica sincopada de la primera secció melòdica, amb dos temps afegits, una tècnica similar a la usada també per McCartney a la cançó «Two Of Us», de l'últim àlbum de la banda, Let It Be.

## Gravació
Segons els biògrafs dels Beatles, Ian MacDonald i Mark Lewisohn, «Martha My Dear» és una de les poques cançons de la banda en què només Paul McCartney tocava tots els instruments (excepte els instruments orquestrals interpretats per músics de sessió), cosa relativament habitual per a ell en aquell moment introspectiu en què l’auge de les tensions van afectar les sessions del White Album. Tot i que se sap que George Harrison va gravar una petita secció de guitarra elèctrica a la gravació final, no se li va acreditar.
La cançó es va gravar durant dos dies: el 4 i el 5 d'octubre de 1968 als estudis Trident de Londres. McCartney va gravar el piano, la bateria i la veu el primer dia. Se li va aconsellar que George Martin toqués el piano en solitari perquè es creia que el solo estava fora de la competència de Paul, però aquest va persistir. Els arranjaments de corda de Martin es van sobregravar més tard aquell dia. L'endemà, McCartney va gravar més veus, va afegir picades de mans i va sobregravar parts de baix i guitarra, completant la cançó aquell dia.

## Personal
- Paul McCartney: Piano, veu, baix (Rickenbacker 4001s), arranjaments de vents i cordes, guitarra elèctrica, bateria
- George Martin: Arranjaments de vents i cordes
- Bernard Miller: Violí
- Dennis McConnell: Violí
- Lou Sofier: Violí
- Els Maddox: Violí
- Leo Birnbaum: Viola
- Henry Myerscough: Viola
- Reginald Kilbey: Cello
- Frederick Alexander: Cello
- Leon Calvert: Trompeta, flugelhorn
- Stanley Reynolds: Trompeta
- Ronnie Hughes: Trompeta
- Tony Tunstall: Corn francès
- Ted Barker: Trombó
- Alf Reece: Tuba